# 東京體育場
東京體育場（Tokyo Stadium）是位於日本東京都調布市的多功能體育場，由東京都廳聯合京王電鐵、瑞穗銀行共同出資的第三部門單位「株式會社東京體育場」經營。該體育場自2003年3月1日起由味之素取得冠名權（已取得4期，現行為2019年3月1日起的5年間），故又稱為味之素體育場（Ajinomoto Stadium），是日本第一座導入冠名制度的體育場。

## 概要
球場是日本職業足球聯賽球隊FC東京和東京綠茵的主場，另外亦有一些本土的足球、欖球和美式足球的比賽會上演。雖然球場並沒有舉行任何一場2002年世界盃的賽事，但亦成為了沙地阿拉伯國家足球隊的習訓地點。
球場亦可以舉行演唱會及跳蚤市場等活動。
東京體育場是2019年世界杯橄榄球赛的其中一個比賽場地。

## 图片

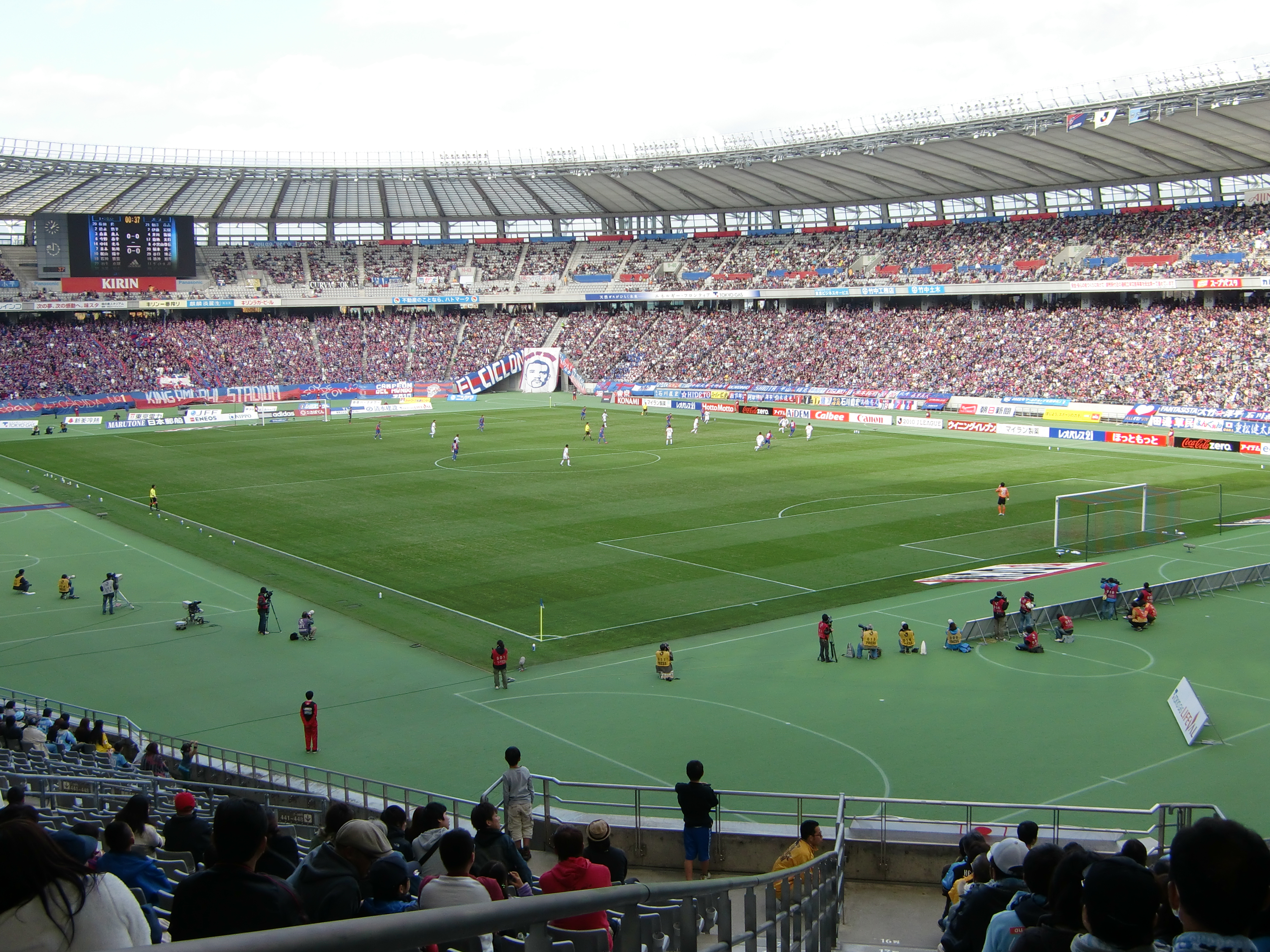
2010年11月撮影
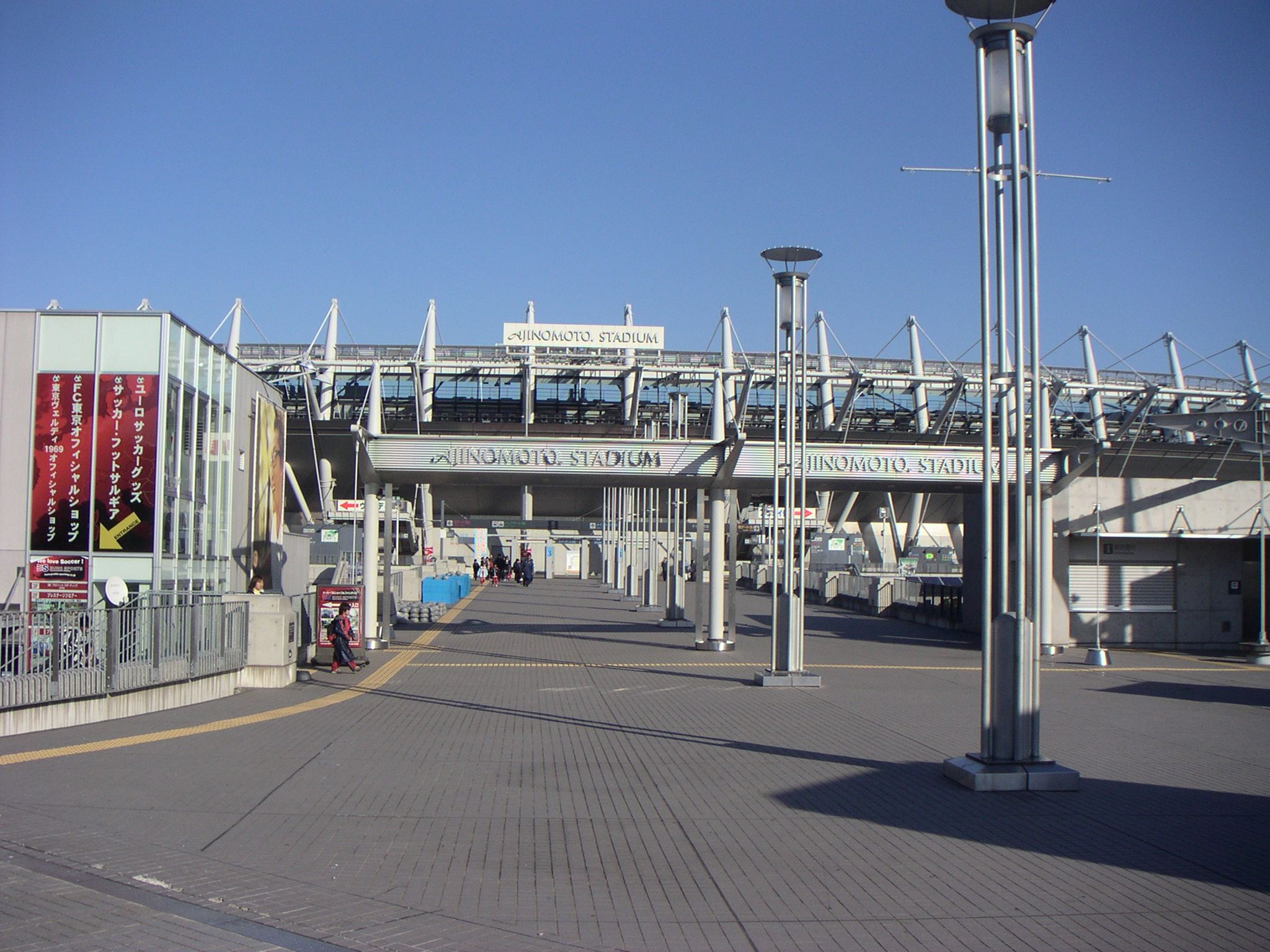
2004年11月撮影

## 外部連結
- （日語） 味之素體育場官方網站 （页面存档备份，存于）
- （英文） WorldStadiums.com entry